# Beas de Segura
Beas de Segura er en by og kommune i det sydlige Spanien i provinsen Jaén. Den har et indbyggertal på 4.968 (2024) indbyggere.